# Gandaritis postalba
Gandaritis postalba är en fjärilsart som beskrevs av Alfred Ernest Wileman 1920. Gandaritis postalba ingår i släktet Gandaritis och familjen mätare. Inga underarter finns listade i Catalogue of Life.